# Birgitte Simonsen
Birgitte Simonsen, född 16 oktober 1960 i Måløv i Danmark, är en dansk skådespelare.

## Filmografi (urval)
- 1985 – August Strindberg ett liv (TV)
- 1993 – Det bli'r i familien
- 1994 – Frihetens skugga (TV-serie)
- 1998 – Forbudt for børn
- 1998 – Festen
- 2003 – Midsommer